# Journal of Theological Studies
The Journal of Theological Studies (рус. Журнал теологических исследований) — британский научный журнал издаваемый Оксфордским университетом. 
Журнал существует с 1899 года и охватывает вопросы теологических исследований и образования, печатает переводы и рукописи до сих пор не публиковавшихся древних и современных текстов, надписей и документов.
Первый выпуск с 1 по 50 номер (Старая серия) вышел в промежуток  с 1899 по 1949 годы.
Второй выпуск с 1 по 60 номер (Новая серия) вышел в промежуток с 1950 по 2009 годы.

## Редакция
Начиная с 2009 года выпускающими редакторами являются Грэхам Гоулд, отслеживающий не библейскую тематику в статьях и книжных рецензиях (включая патристику, историю Церкви и догматическое богословие) и Джон Бартон (Ориел-колледж, Оксфорд) на которого возложена обязанность просматривать поступающие в редакцию статьи и рецензии на книги по библейской и тесно связанной с ней тематикой.
Также редакторами журнала были патрологи Генри Чадуик, Джеймс Бесньюн-Бейкер и Морис Уайлс. А среди библеистов — Роберт Лайтфут, Джордж Брэдфорд Кэрд, Морна Хукер и Хидли Спаркс (англ. Hedley Sparks).